# 15. Goya-gála
A 15. Goya-gála során a 2000-ben bemutatott spanyol filmeket értékelték. A jelölteket az Academy of Cinematographic Arts and Sciences of Spain választotta ki. A madridi Palacio Municipal de Congresosban tartott ceremóniát az Televisión Española közvetítette 2001. február 3-án. A műsor házigazdái María Barranco, José Coronado, Loles León, Imanol Arias, Concha Velasco és Pablo Carbonell voltak. A gála során José Luis Dibildos kapta meg a tiszteletbeli Goya-díjat.

## Győztesek és jelöltek
A nyertesek félkövérrel jelölve.

### Fő díjak
| Legjobb film | Legjobb rendező |
| --- | --- |
| - Golyó - A lakóközösség - Leo - Te vagy az egyetlen | - José Luis Borau — Leo - Álex de la Iglesia — A lakóközösség - Jaime Chávarri — Besos para todos - José Luis Garci — Te vagy az egyetlen                                      |
| Legjobb férfi főszereplő | Legjobb női főszereplő |
| - Juan Luis Galiardo — Adiós con el corazón - Juan Diego Botto — Gyilkosság telihold alatt - Carmelo Gómez — A kapus - Miguel Ángel Solá — Tudom, ki vagy te                                  | - Carmen Maura — A lakóközösség - Icíar Bollaín — Leo - Lydia Bosch — Te vagy az egyetlen - Adriana Ozores — Gyilkosság telihold alatt                                         |
| Legjobb férfi mellékszereplő | Legjobb női mellékszereplő |
| - Emilio Gutiérrez Caba — A lakóközösség - Luis Cuenca — Rendhagyó forgatás - Juan Diego — Te vagy az egyetlen - Iñaki Miramón — Te vagy az egyetlen                                          | - Julia Gutiérrez Caba — Te vagy az egyetlen - Chusa Barbero — Besos para todos - Ana Fernández — Te vagy az egyetlen - Terele Pávez — A lakóközösség                          |
| Legjobb eredeti forgatókönyv | Legjobb adaptált forgatókönyv |
| - Golyó — Verónica Fernández, Achero Mañas - A lakóközösség — Jorge Guerricaechevarría, Álex de la Iglesia - Leo — José Luis Borau - Te vagy az egyetlen — José Luis Garci, Horacio Valcárcel | - Lázaro de Tormes — Fernando Fernán Gómez - A kapus — Manuel Hidalgo Ruiz, Gonzalo Suárez - Őrültségek nyara — Tomàs Aragay, Cesc Gay - El otro barrio — Salvador García Ruiz |
| Legjobb új színész | Legjobb új színésznő |
| - Juan José Ballesta — Golyó - Javier Batanero — Leo - Pablo Carbonell — Rendhagyó forgatás - Jordi Vilches — Őrültségek nyara                                                                | - Laia Marull — Szökevények - Pilar López de Ayala — Besos para todos - Luisa Martín — Terca vida - Antònia Torrens — El mar                                                   |
| Legjobb iberoamerikai film | Legjobb európai film |
| - Füstbe ment pénz — Argentína - A Pantaleón és a hölgyvendégek — Peru - Egerek, patkányok és egyéb csatornatöltelékek — Ecuador - Várólista — Kuba                                           | - Táncos a sötétben — Dánia/Svédország - Csibefutam — Egyesült Királyság - A Kelet az Kelet — Egyesült Királyság - Hűtlenek — Svédország                                       |
| Legjobb új rendező | Legjobb animációs film |
| - Achero Mañas — Golyó - Patricia Ferreira — Tudom, ki vagy te - Cesc Gay — Őrültségek nyara - Daniel Monzón — A harcos szíve                                                                 | - La isla del cangrejo - 10+2: el gran secreto - El ladrón de sueños - Marco Antonio. Rescate en Hong Kong                                                                     |

### Egyéb díjak
| Legjobb operatőr | Legjobb vágás |
| --- | --- |
| - Te vagy az egyetlen — Raúl Pérez Cubero - Calle 54 — José Luis López-Linares - A lakóközösség — Kiko de la Rica - Gyilkosság telihold alatt — Gonzalo F. Berridi - El mar — Jaume Peracaula | - Te vagy az egyetlen — Miguel González Sinde - Calle 54 — Carmen Frías - A lakóközösség — Alejandro Lázaro - Leo — José Salcedo |
| Legjobb látványtervezés | Legjobb gyártásvezető |
| - Te vagy az egyetlen — Gil Parrondo - A lakóközösség — José Luis Arrizabalaga, Biaffra - Besos para todos — Fernando Sáenz, Ulia Loureiro - Lázaro de Tormes — Luis Ramírez | - Te vagy az egyetlen — Luis María Delgado - A lakóközösség — Juanma Pagazaurtundua - A harcos szíve — Tino Pont - Lázaro de Tormes — Carmen Martínez |
| Legjobb hang | Legjobb vizuális effektusok |
| - Calle 54 — Thom Cadley, Mark Wilder, Pierre Gamet, Martin Gamet, Dominique Hennequin, Marisa Hernández - Golyó — Daniel Goldstein, Ricardo Steinberg, Sergio Burman, Jaime Fernández - A lakóközösség — Antonio Rodríguez 'Mármol', Jaime Fernández, James Muñoz, José Vinader - Gyilkosság telihold alatt — Gilles Ortion, Ray Guillon, James Muñoz | - A lakóközösség — Félix Bergés, Raúl Romanillos, Pau Costa, Julio Navarro - Rendhagyó forgatás — Emilio Ruiz del Río, Alfonso Nieto, Raúl Romanillos, Pau Costa - El arte de morir — Reyes Abades, Félix Bergés - Año Mariano — Juan Ramón Molina, Alfonso Nieto |
| Legjobb jelmeztervezés | Legjobb smink |
| - Lázaro de Tormes — Javier Artiñano - A lakóközösség — Francisco Delgado - Besos para todos — Pedro Moreno - Te vagy az egyetlen — Gumersindo Andrés | - Besos para todos — Romana González, Josefa Morales - A lakóközösség — José Quetglás - Lázaro de Tormes — Juan Pedro Hernández, Esther Martín - Te vagy az egyetlen — Paca Almenara, Antonio Panizza                                                             |
| Legjobb eredeti filmzene | Legjobb eredeti dal |
| - Tudom, ki vagy te — José Nieto - A lakóközösség — Roque Baños - Asfalto — Carlos Jean, Nacho Mastretta, Najwa Nimri - Gyilkosság telihold alatt — Antonio Meliveo | - "Fugitivas" (Manuel Malou) — Szökevények - "El Arte de Morir" (A. Pérez, Suso Sáiz, Cristina Lliso, Tito FargoÖ — El arte de morir - "Gitano" (Arturo Pérez-Reverte, Abigail Marcet) — Gitano - "Km. 0" (Ismael Serrano) — Km. 0                                |
| Legjobb rövidfilm | |
| - Pantalones - El beso de la tierra - Los almendros - Plaza Nueva - El puzzle - The Raven… Nevermore | |

## Fordítás
- Ez a szócikk részben vagy egészben  a(z)   15th Goya Awards című angol Wikipédia-szócikk fordításán alapul.  Az eredeti cikk szerkesztőit annak laptörténete sorolja fel. Ez a jelzés csupán a megfogalmazás eredetét és a szerzői jogokat jelzi, nem szolgál a cikkben szereplő információk forrásmegjelöléseként.